# John Byington
John Byington (1798-1887) foi pastor, e primeiro presidente da Associação Geral da Igreja Adventista do Sétimo Dia. 

## História
Seu pai, o Justo, foi um soldado que lutou na Guerra Revolucionária Americana para a independência americana da Inglaterra. John era pregador itinerante da Igreja Metodista Episcopal e mais tarde o primeiro presidente da Associação de Vermont, da Igreja Adventista. Aos 7 anos de idade ele se convenceu do pecado, e em 1816, aos 18 anos tornou-se um cristão. Ele se tornou um leigo mas ativo membro da Igreja Metodista, mas aos 21 anos de idade sua saúde se deteriorou, e por três anos sofria de depressão. 
Ele voltou a trabalhar dividindo seu tempo entre a agricultura e a pregação. Byington foi um revolucionário no movimento anti-escravidão e quando a liderança da Igreja Metodista Episcopal se posicionou contra a abolição ele decidiu retirar-se da Igreja e se juntou a Conexão Metodista Wesleyana, formado pelos Metodistas que se opunham à escravidão. Ele ajudou a construir a igreja pastoral que ainda está de pé em Morley, New York. Regularmente ele acolhia americanos indígenas e escravos fugitivos em sua casa.
Em 1844, John assistiu a sermões sobre a iminente vinda de Cristo ministrada pelo pregador Guilherme Müller, e começou a estudar as profecias. Em 1852, H. W. Lawrence deu-lhe uma cópia da revista Review and Herald, que continha artigos sobre o Sábado do sétimo dia. Ele aceitou a guarda do Sábado como verdade antes do fim do ano, e foi batizado. Participou ativamente na construção da primeira igreja Adventista guardadora do Sábado construída para esse propósito.
A pedido de Tiago White, Byington mudou-se para Battle Creek, Michigan, em 1858. Ele trabalhou em conjunto com Tiago White e JN Andrews para o crescimento do movimento adventista emergente. Em 1863, na primeira sessão da Conferência Geralem Battle Creek, Michigan, ele se tornou o primeiro presidente da denominação. Tiago White, que havia sido eleito antes dele recusou o cargo.
Dedicou-se assiduamente como pastor durante seu mandato como Presidente que durou dois anos . Então, retornou a sua fazenda, mas continuou a visitação aos membros por todo o estado de Michigan nos 22 anos subsequentes. E sobre isso ele 
escreveu:
“Eu preciso alimentar os cordeiros do rebanho.”